# Universitatea Peking
Universitatea Peking (în chineză simplificată: 北京大学) este o mare universitate de cercetare din Beijing, China, și membră a Ligii C9 de universități chineze. Este mereu clasată ca fiind una dintre cele mai bune instituții academice din China, din Asia și din întreaga lume.
Aceasta este prima universitate națională modernă cu sediul în China și a fost fondată la sfârșitul dinastiei Qing, în 1898, ca Universitatea Imperială din Peking. A fost succesoarea Guozijian, Colegiul Imperial. Numele romanizat al universității, Peking, păstrează transcrierea veche a „Beijing”, transcriere ce a fost înlocuită în cele mai multe alte contexte.
De-a lungul istoriei sale, Universitatea Peking a avut un rol important, fiind „în centrul marilor mișcări intelectuale” din China. De la începutul anilor 1920, universitatea a devenit un centru pentru mișcările progresiste noi din China. Profesorii și elevii au avut roluri importante în crearea Mișcării Noii Culturi, a Protestelor de pe 4 Mai și a altor evenimente culturale și socio-politice importante. Universitatea Peking a educat și a găzduit multe figuri proeminente ale Chinei moderne, printre care Mao Zedong, Lu Xun, Gu Hongming, Hu Shih, Mao Dun, Li Dazhao, Chen Duxiu și Li Keqiang.

## Nume
Universitatea este uneori menționată ca Universitatea din Beijing (în chineză simplificată: 北京大学; pinyin: Beijing Daxue) și este colocvial cunoscută sub numele de Beida (în chineză simplificată: 北大). Universitatea Peking este abreviată ca PKU. 

## Istoric

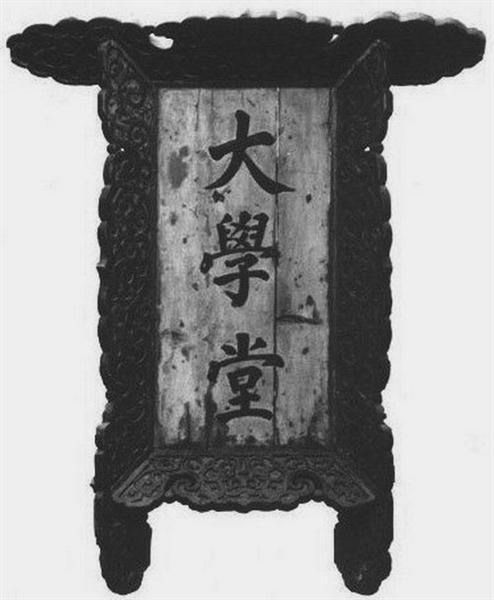
Placa Universității Imperiale din Peking.

### Înființare
De la înființare pe data de 3 iulie 1898, instituția a fost cunoscută sub numele de Universitatea Imperială din Peking (în chineză simplificată: 京师大学堂; chineză tradițională: 京師大學堂; pinyin: Jīngshī Dàxuétáng; lit. „Sala Mare De Studiu din Capitală”). Școala a fost înființată pentru a înlocui Taixue, în special Guozijian, sau Colegiul Imperial, ca parte a Reformei de O Sută de Zile inițiată de Împăratul Guangxu. Liang Qichao a elaborat reglementările de funcționare a Universității. Universitatea a fost autorizată să gestioneze și să supravegheze toate școlile de provincie. Sun Jianai, care ulterior a deținut funcția de ministru al Ministerului de Personal în curtea dinastiei Qing, a fost numit administrator al universității. Împăratul Guangxu l-a numit pe misionarul american William Alexander Parsons Martin ca decan al Departamentului de Studii Occidentale.

### Începutul Republicii Chineze (1916-1927)

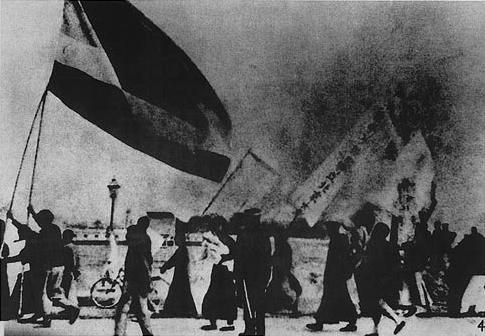
Studenți de la Universitatea Peking protestând împotriva Tratatului de Versallies în Mișcarea 4 Mai.

Pe 1 mai 1919, unii studenți de la Universitatea Peking au aflat că Tratatul de la Versailles ar permite Japoniei să primească drepturile de colonizare ale Germaniei în provincia Shandong. Astfel, într-un timp scurt s-a format un grup de studenți de la Universitatea Peking și reprezentanți ai altor 12 universități din Beijing, care, pe 4 mai, a mărșăluit spre piața Tiananmen pentru a protesta față de termenii Tratatului de la Versailles, cerând guvernului să refuze semnarea tratatului. Demonstranții au cerut demisia imediată a trei oficiali: Cao Rulin, Ministru al Ministerului Transporturilor, Zhang Zongxiang, Ambasadorul Chinei în Japonia, și Lu Zongyu, Ministrul Finanțelor, despre care credeau că se află în colaborare cu japonezii. Protestul s-a încheiat cu unii protestatari bătuți și arestați, iar casa lui Cao Rulin a fost arsă de protestatari. În urma protestului de pe 4 mai, studenți, muncitori și comercianți din aproape toate marile orașe ale Chinei au intrat în grevă și au boicotat bunurile japoneze din China. Guvernul Beiyang a acceptat în cele din urmă să-i elibereze pe studenții arestați și i-a demis pe cei trei oficiali sub intense presiuni publice. Reprezentanții Chinei de la Paris au refuzat să semneze Tratatul de la Versailles.
În urma Mișcării 4 Mai, Chen Duxiu și Li Dazhao au co-fondat Partidul Comunist Chinez, în care Chen a deținut funcția de secretar general. Chen și Li aveau funcții în universitate: Li era bibliotecar-șef, iar Chen era decan.
În 1920, Universitatea Peking a devenit prima universitate chineză care a înmatriculat femei ca studenți.

### Al Doilea Război Mondial (1927-1949)
După izbucnirea celui de-al Doilea Război Chino-Japonez în 1937 și expansiunea controlului japonez în China de est, Universitatea Peking a fost mutată în sud-vestul țării, în orașul Changsha, unde a format Universitatea Temporară Changsha, împreună cu Universitatea Tsinghua și Universitatea Nankai. În 1938, cele trei instituții s-au mutat din nou, mai spre sud-vest, în Kunming, unde au format Universitatea Națională Asociată de Sud-Vest.
În 1946, după capitularea Japoniei în al Doilea Război Mondial, Universitatea Peking s-a mutat înapoi în Beijing. La acel moment, universitatea cuprindea șase școli (Arte, Științe, Drept, Medicină, Inginerie și Agricultură) și un institut de cercetare pentru științe umaniste. Numărul total de studenți ajungea la 3.000.

### Republica Populară Chineză (1949–prezent)
În 1949, după ce a fost înființată Republica Populară Chineză, Universitatea Peking și-a pierdut apelativul de „națională” pentru a reflecta faptul că toate universitățile din noul stat socialist erau publice. În 1952, guvernul lui Mao Zedong a reorganizat instituțiile de învățământ superior în instituții individuale specializate într-un anumit domeniu de studiu, după modelul sovietic. Ca urmare, unele facultăți de arte și științe de la Universitatea Tsinghua și fosta Universitate Yenching au fuzionat în Universitatea Peking. În același timp, universitatea a pierdut facultățile de Drept, Medicină, Inginerie și Agricultură. Aceste școli și facultăți fie au fost absorbite în alte universități, fie au format noi colegii. În timpul re-organizării, Universitatea Yenching a fost închisă. Universitatea Peking s-a mutat din centrul orașului Beijing în fostul campus Yenching.

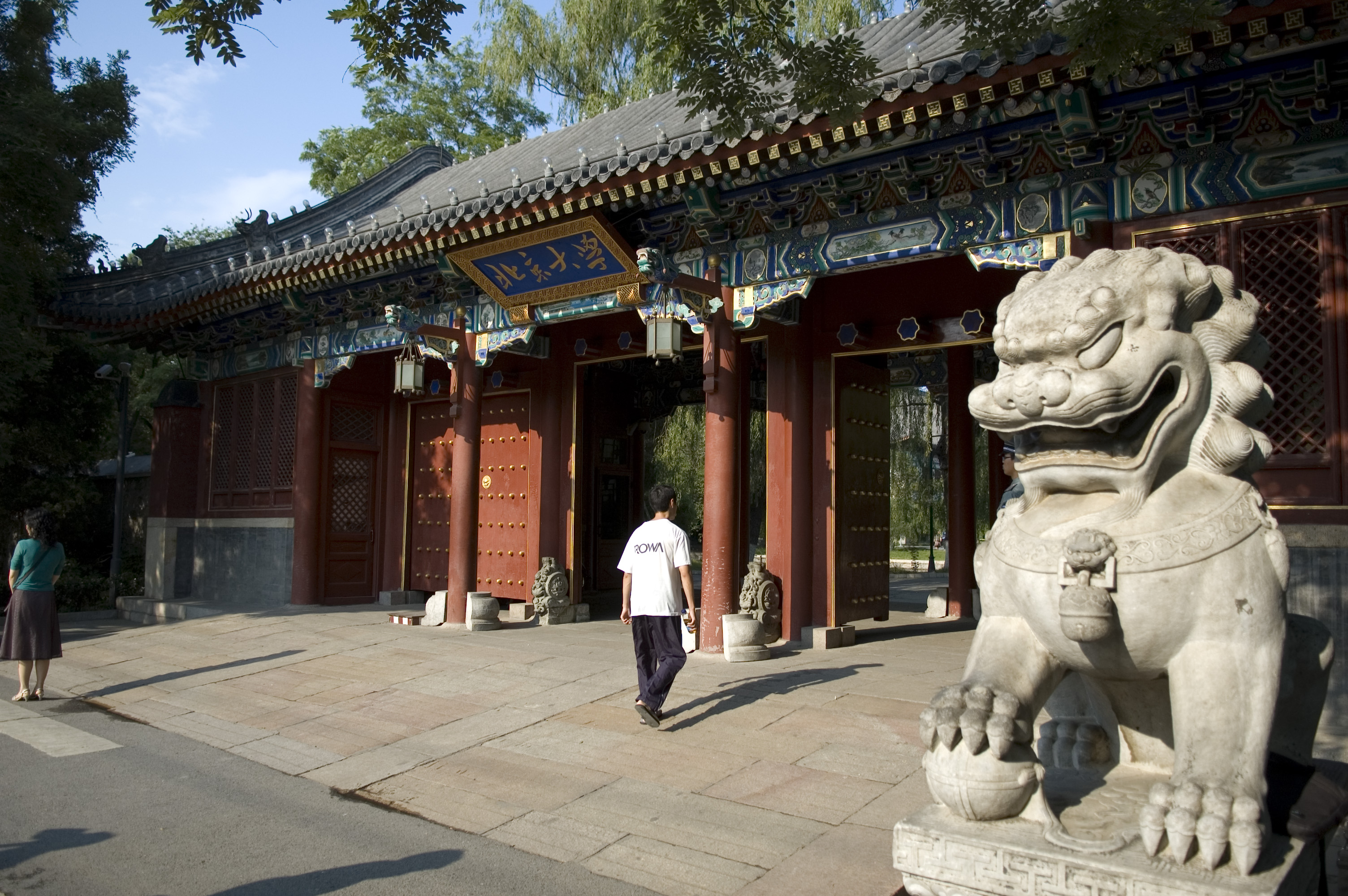
Poarta de Vest a Universității Peking, unul dintre simbolurile campusului universitar

În octombrie 2015, Tu Youyou, absolventă a Universității Peking, a fost distinsă cu Premiul Nobel pentru Fiziologie sau Medicină pentru descoperirea artemisininei. Compusul chimic a salvat mii de vieți, contribuind semnificativ în materie de sănătate globală în ceea ce privește lupta împotriva malariei.
Pe 20 februarie 2017, Universitatea Peking a semnat un contract cu Open University pentru a crea campusul din Oxford al Școlii de Business HSBC, marcând un punct de cotitură în dezvoltarea învățământului superior din China.

## Campus

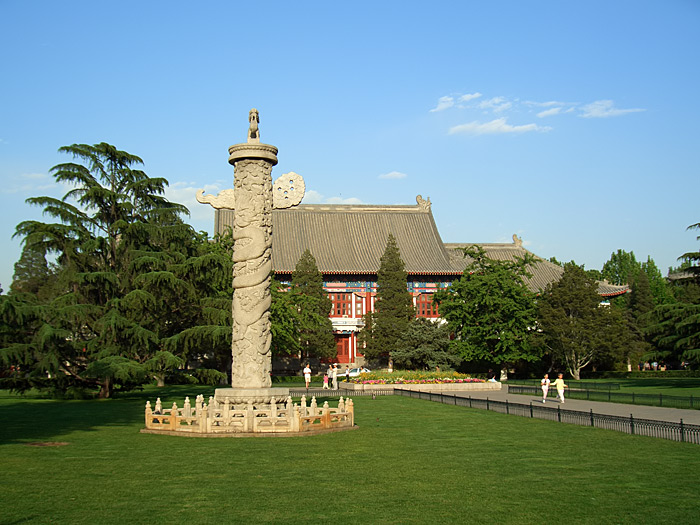
Vedere a campusului central

Campusul Universității Peking a fost inițial situat la nord-est de Orașul Interzis în centrul Beijingului, dar în 1952 a fost mutat în fostul campus al Universității Yenching. Campusul principal actual este situat în nord-vestul Beijingului, în districtul Haidian, în apropiere de Palatul de Vară și Vechiul Palat de Vară. Zona este una în care în mod tradițional se aflau cele mai renumite grădini și palate din oraș.
Campusul universitar este situat pe fostele grădini imperiale ale dinastiei Qing și păstrează o mare parte a stilului de amenajare tradițional chinez, inclusiv case tradiționale, grădini, pagode, precum și multe clădiri și structuri notabile istorice. Peisajul din campus oferă o imagine combinată a stilurilor occidental și tradițional chinez. Arhitectul și istoricul de artă american Talbot Hamlin a proiectat unele dintre clădirile construite în perioada 1919-1922. Există mai multe porți prin care se intră în campus — poarta de est, de vest și de sud. Poarta de Vest este cel mai bine cunoscută pentru picturile murale de pe tavan. Lacul Weiming este situat în partea de nord a campusului și este înconjurat de alei și grădini mici. Universitatea găzduiește mai multe muzee, precum Muzeul de Istorie Universitară și Muzeul de Artă și Arheologie Arthur M. Sackler. Exponate importante din aceste muzee sunt obiecte funerare care au fost excavate în Beijing din morminte vechi de mii de ani din perioada Statelor Beligerante. Există vasele ritualice de ceramică, precum și piese de bijuterii complicate. De asemenea, sunt expuse oase umane aranjate în stilul tradițional de înmormântare din acea perioadă.

În 2001, Universitatea Peking a deschis un campus în Shenzhen, care găzduiește Școala Doctorală Shenzhen. Campusul este situat în partea de nord-vest a orașului Shenzhen.

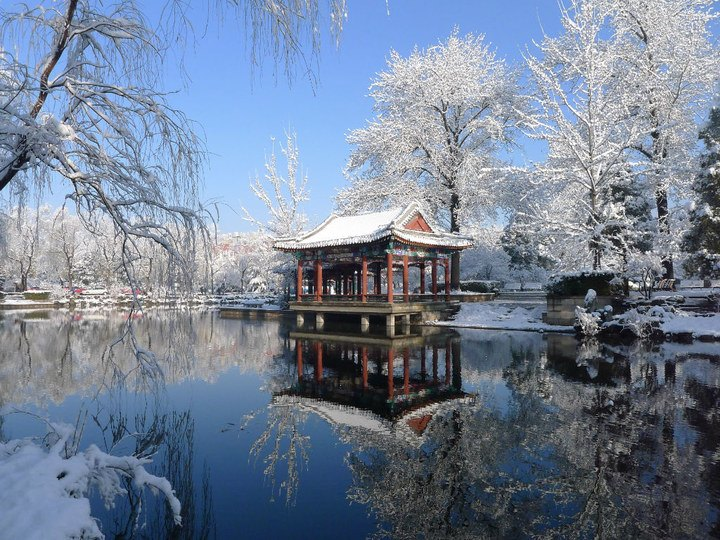
Universitatea Peking în timpul iernii. Campusul este situat într-o fosta grădină imperială.
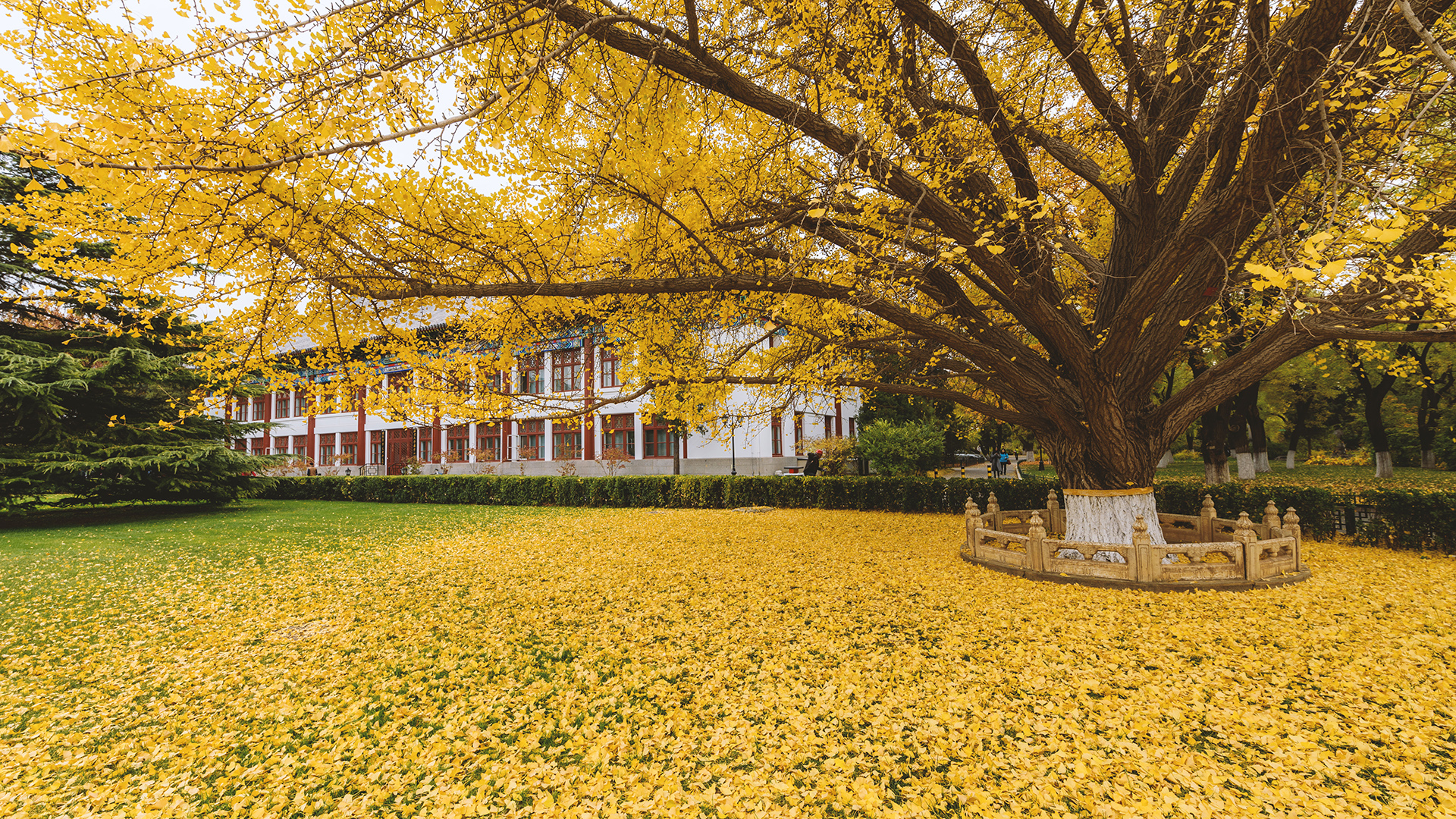
Universitatea Peking toamna. Campusul este colorat în galben.
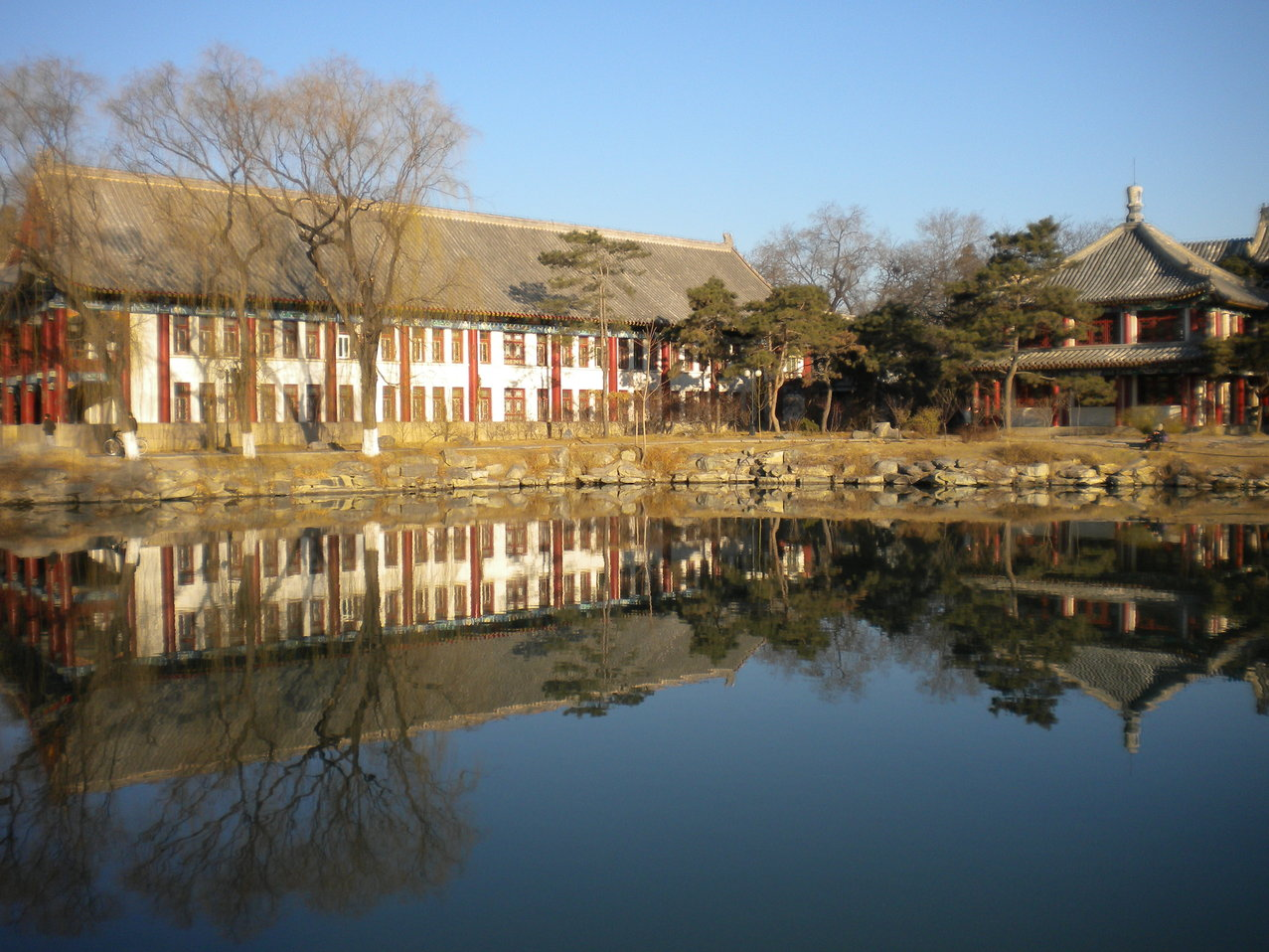
Colegiul de Arhitectură și Peisaj
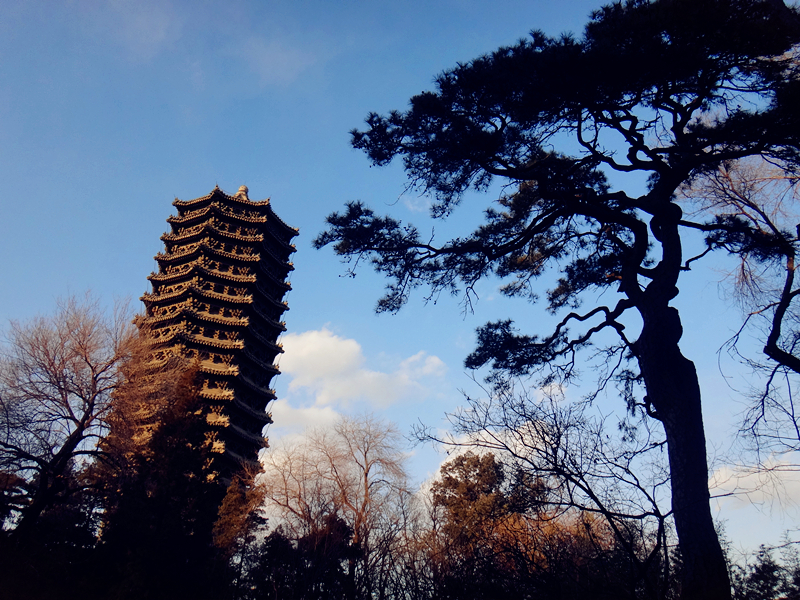
Pagoda Boya de pe lacul Weiming
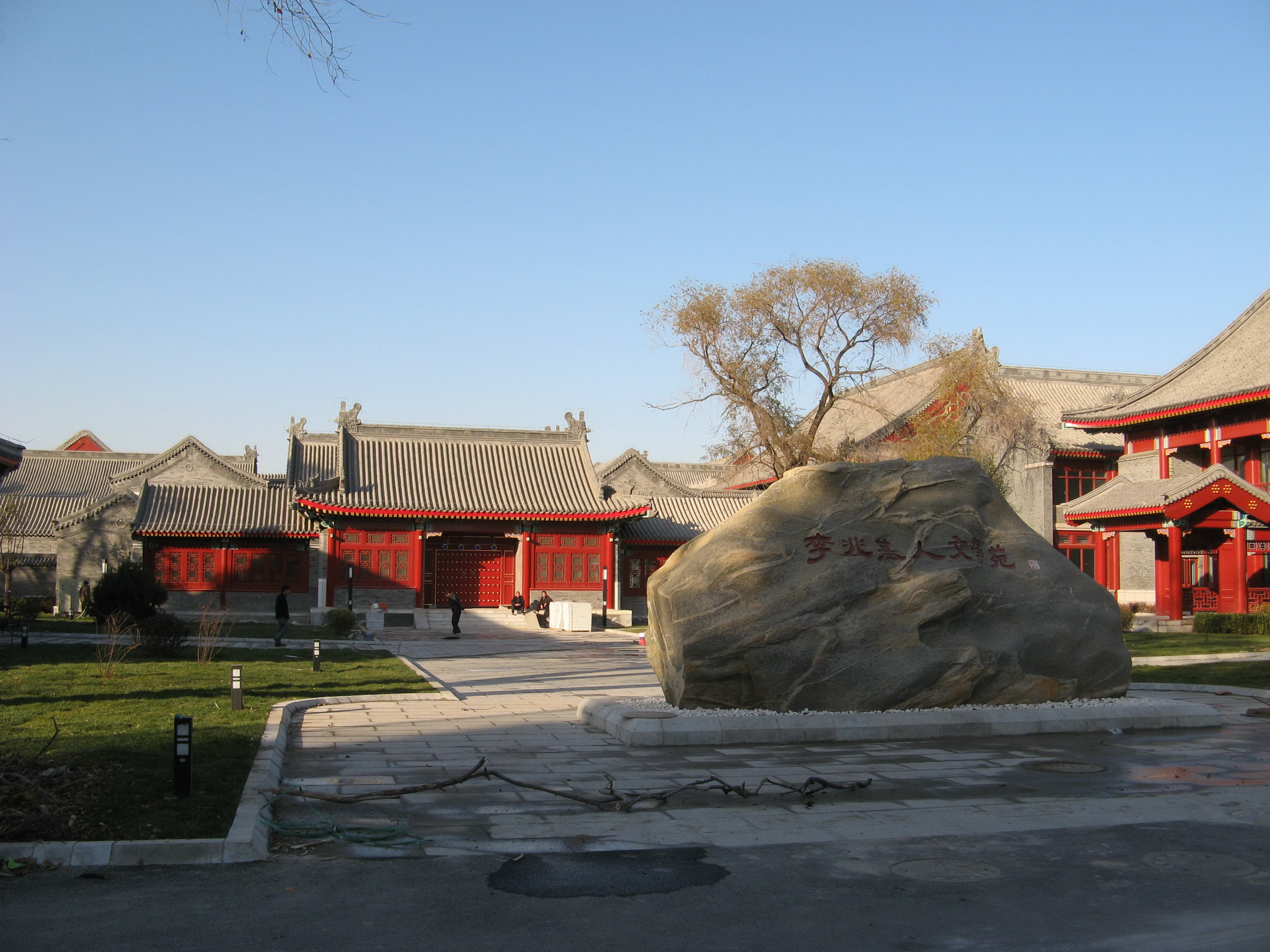
Clădirile Umaniste
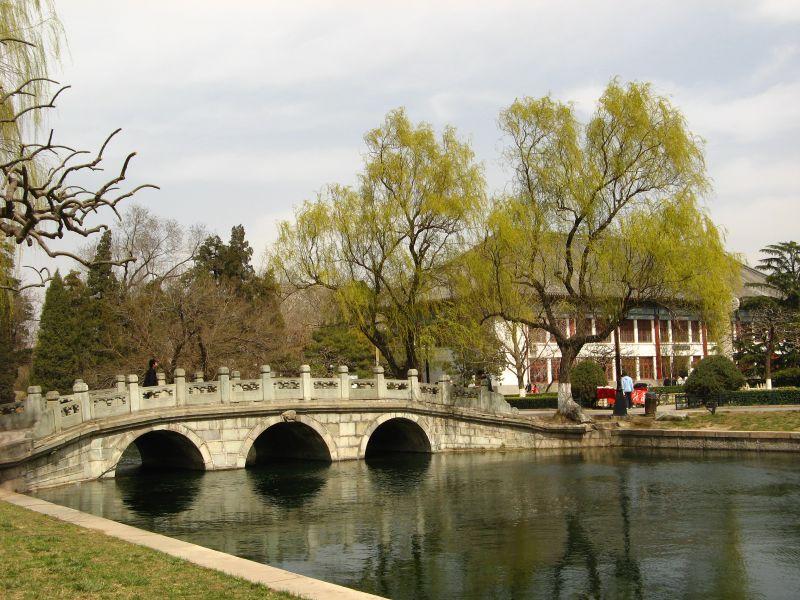
Un pod de piatră în interiorul campusului
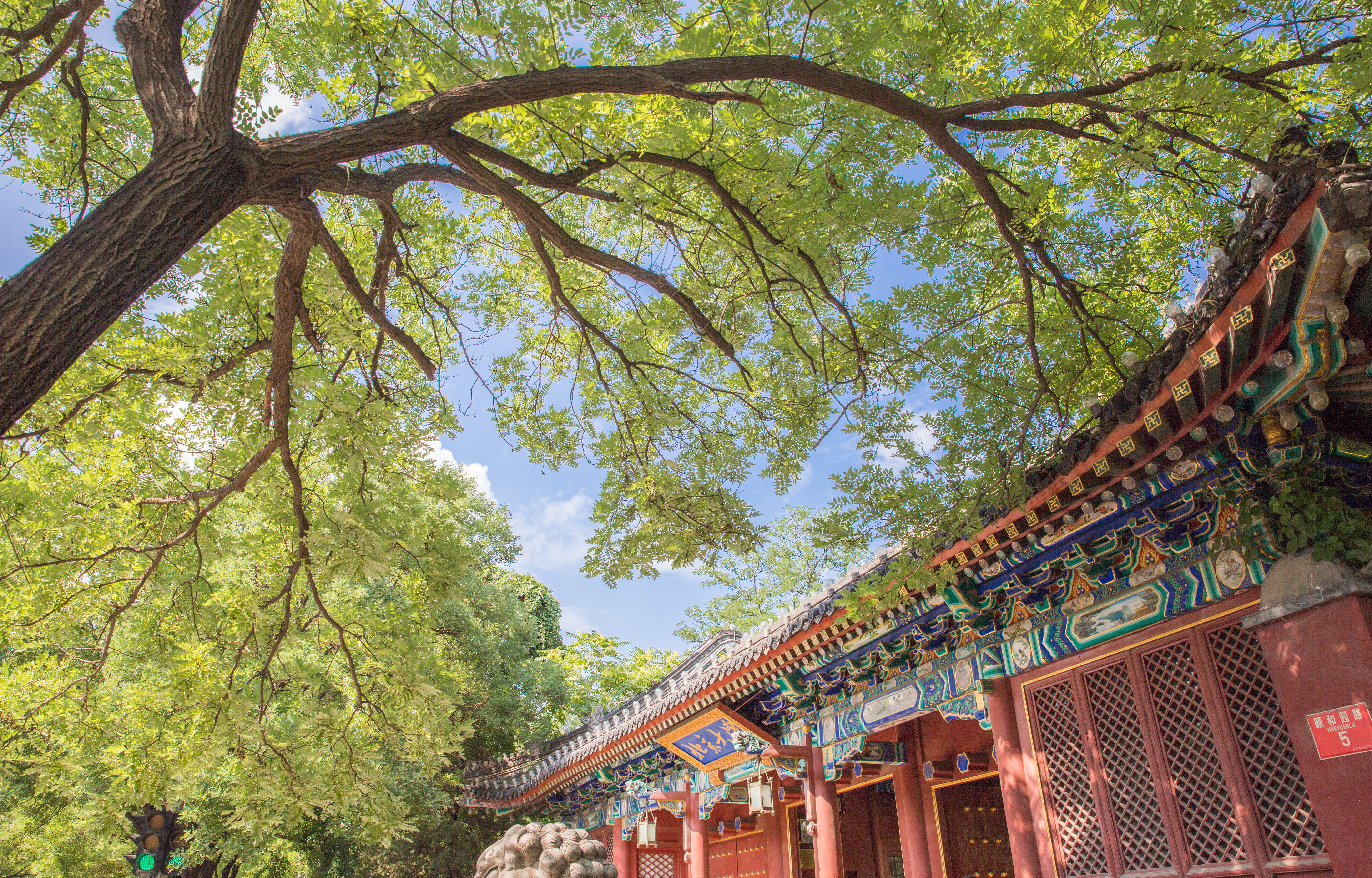
Poarta de Vest a Universității Peking
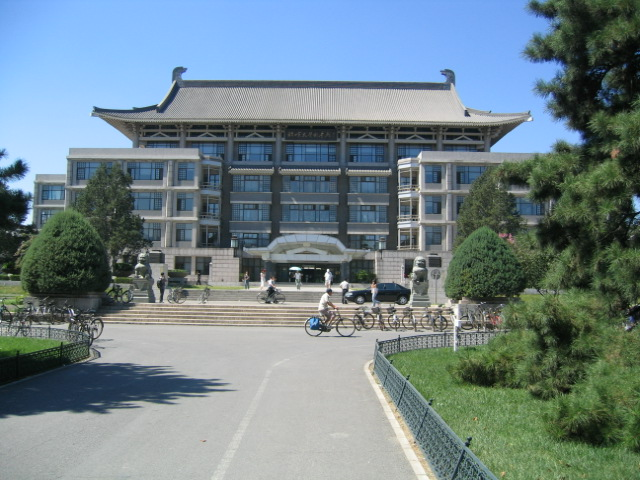
Biblioteca principală a Universității Peking
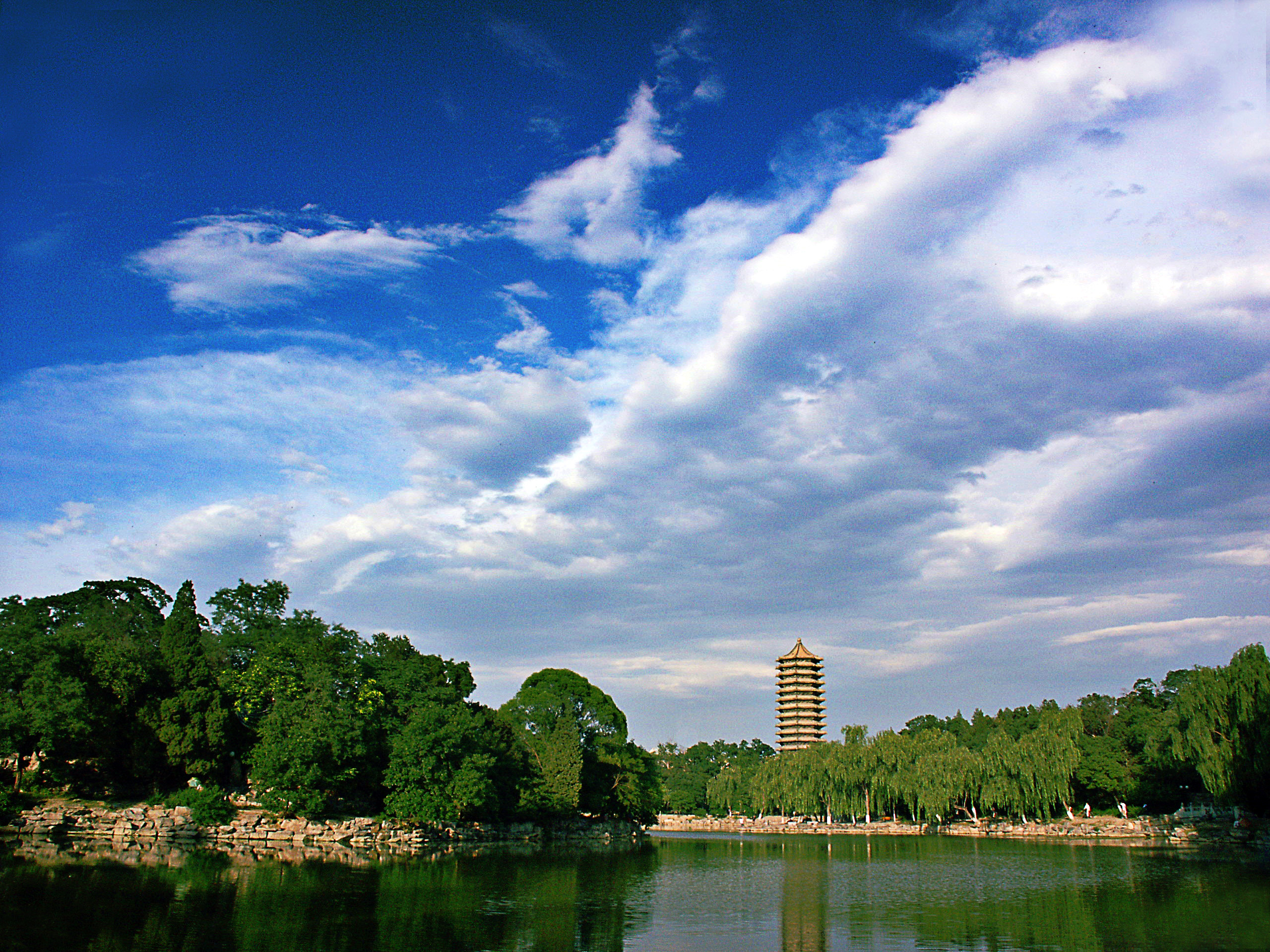
Lacul Weiming ocupă partea centrală a campusului
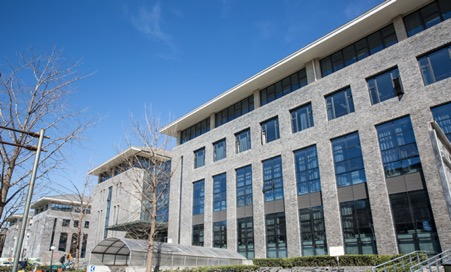
Clădirea de Științe
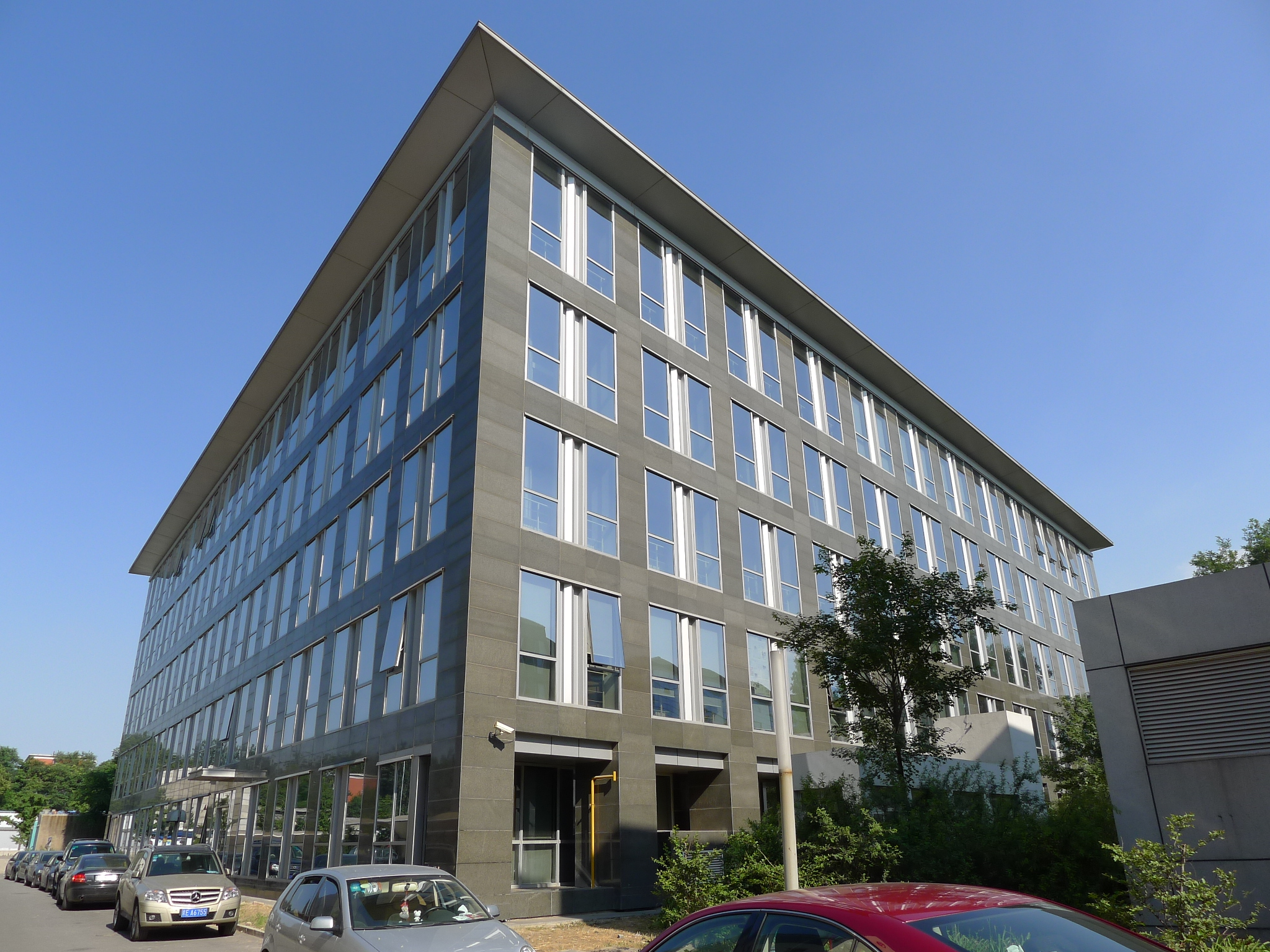
Școala de Studii Internaționale
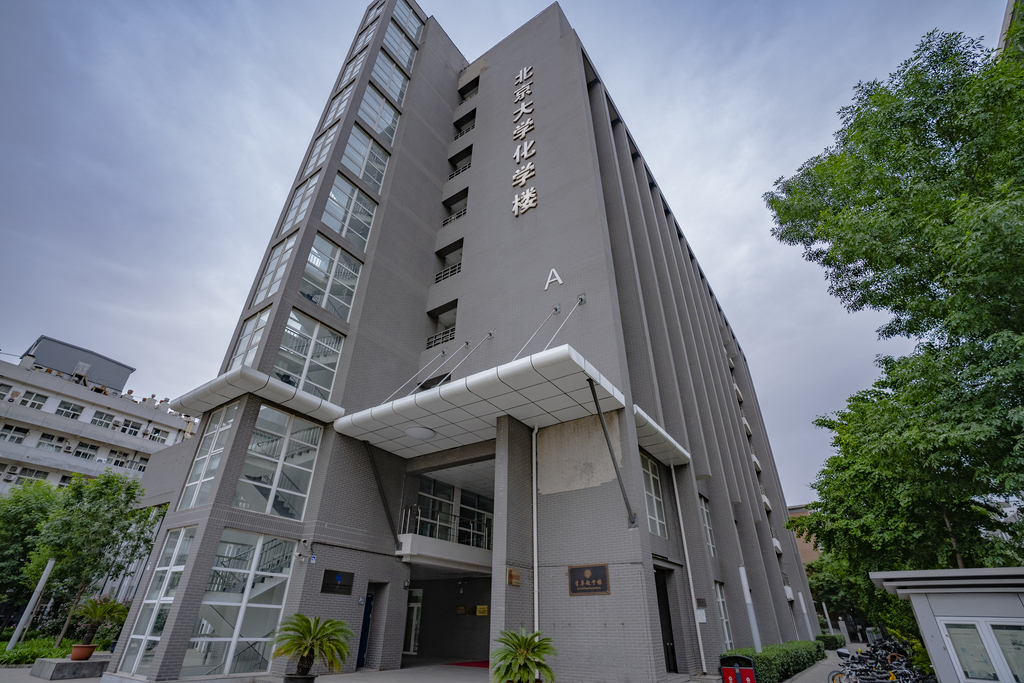
Facultatea de Chimie și Inginerie Moleculară
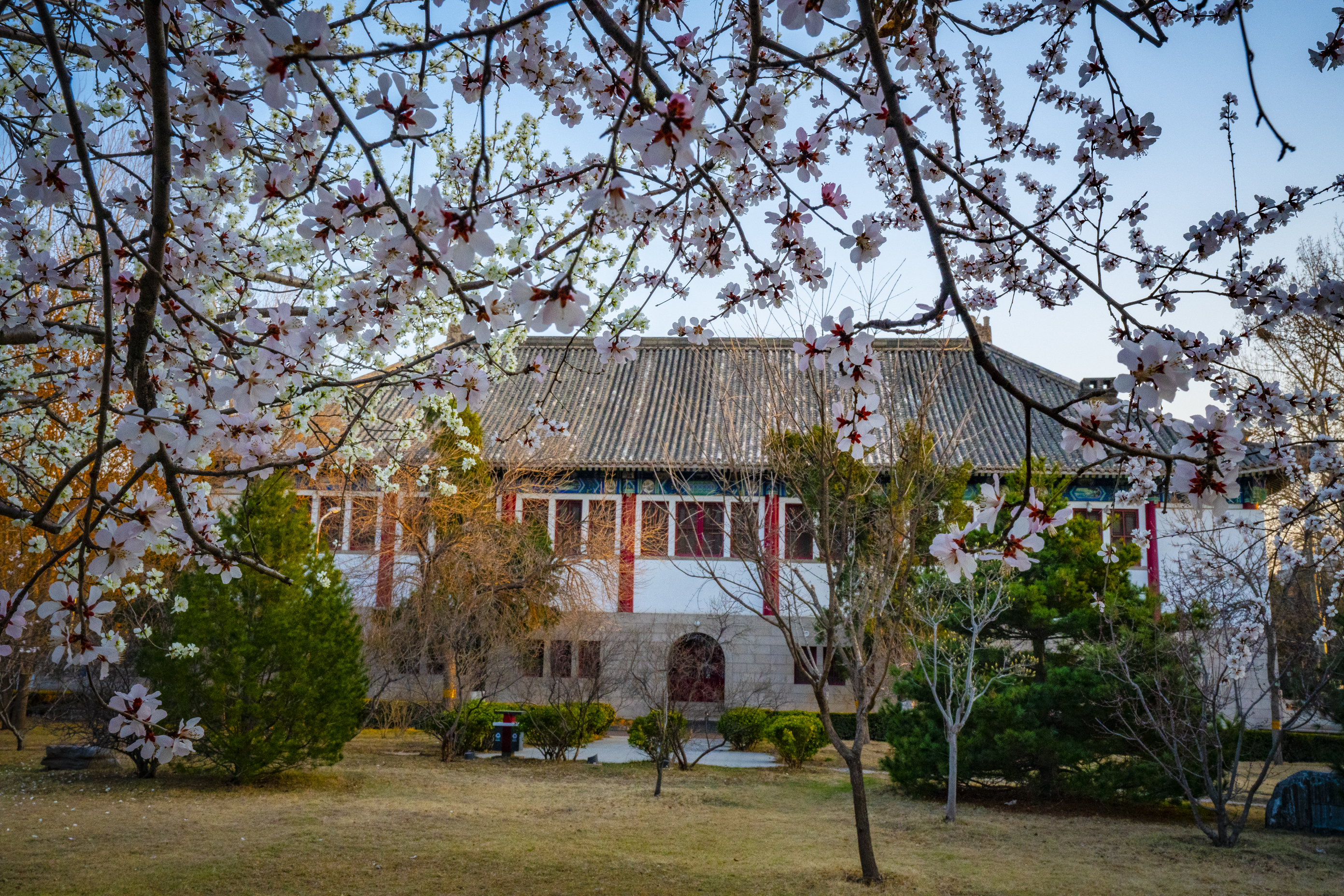
Universitatea Peking în timpul primăverii
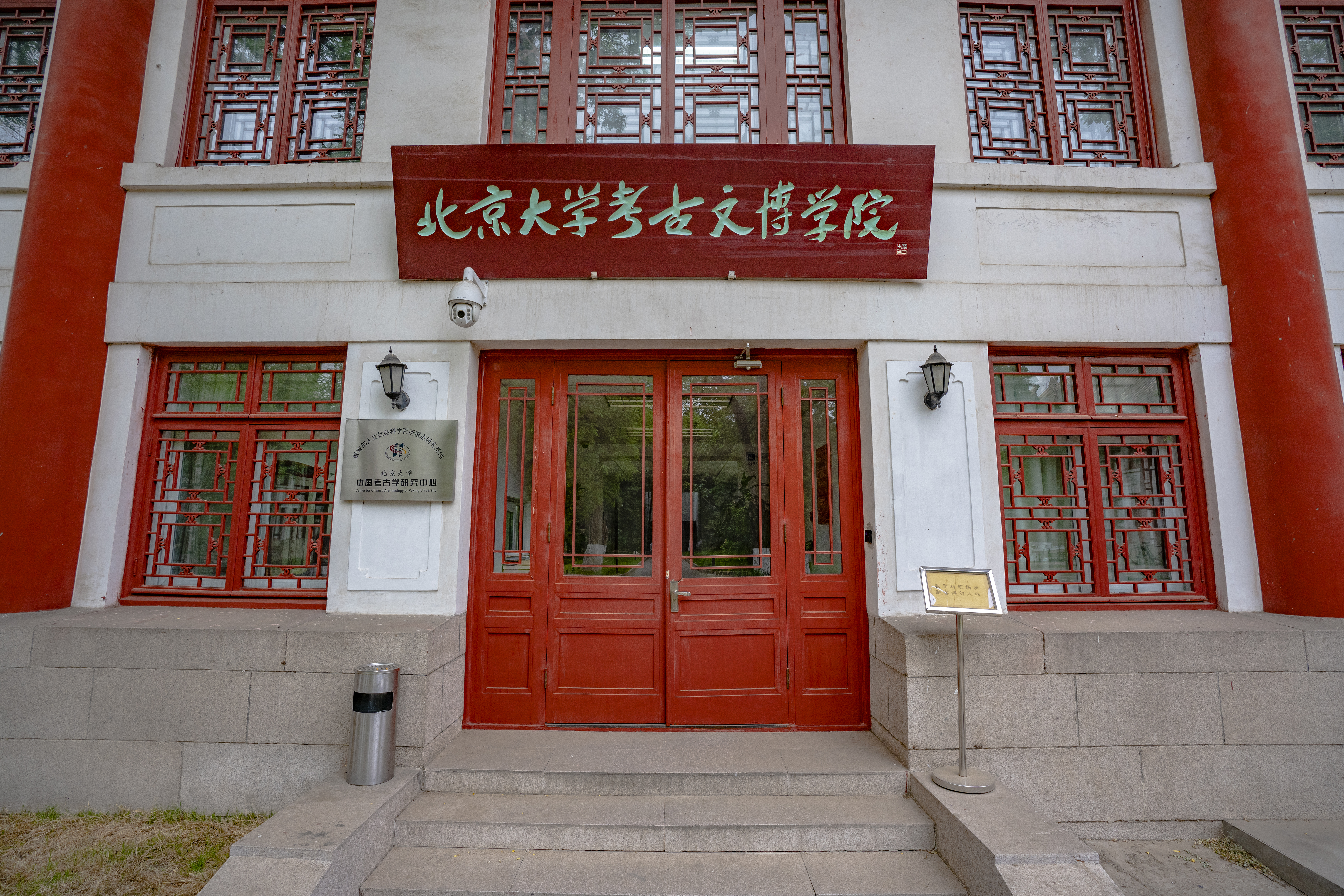
Școala de Arheologie și Muzeologie
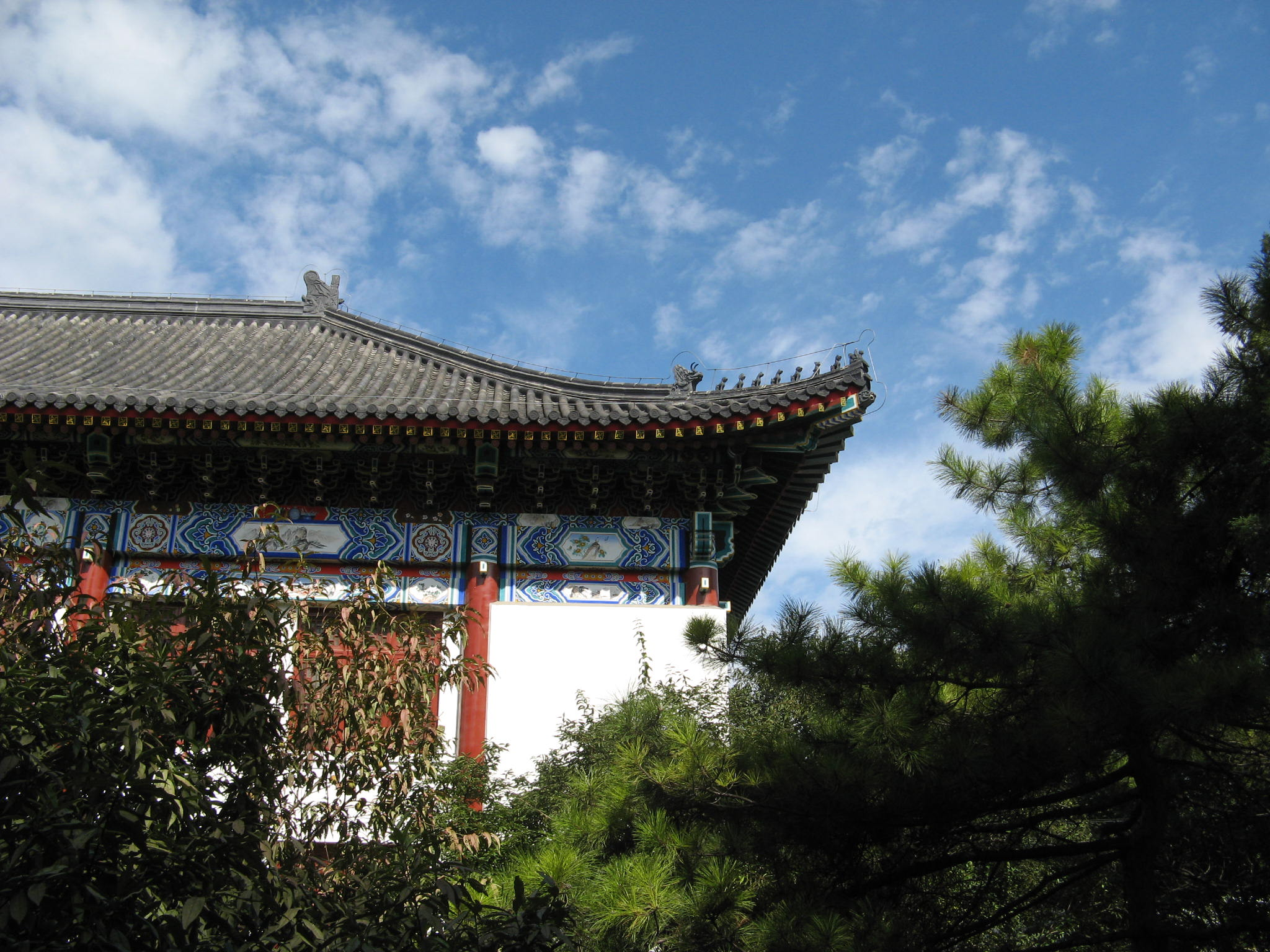
Muzeul de Artă și Arheologie „Arthur M. Sackler”
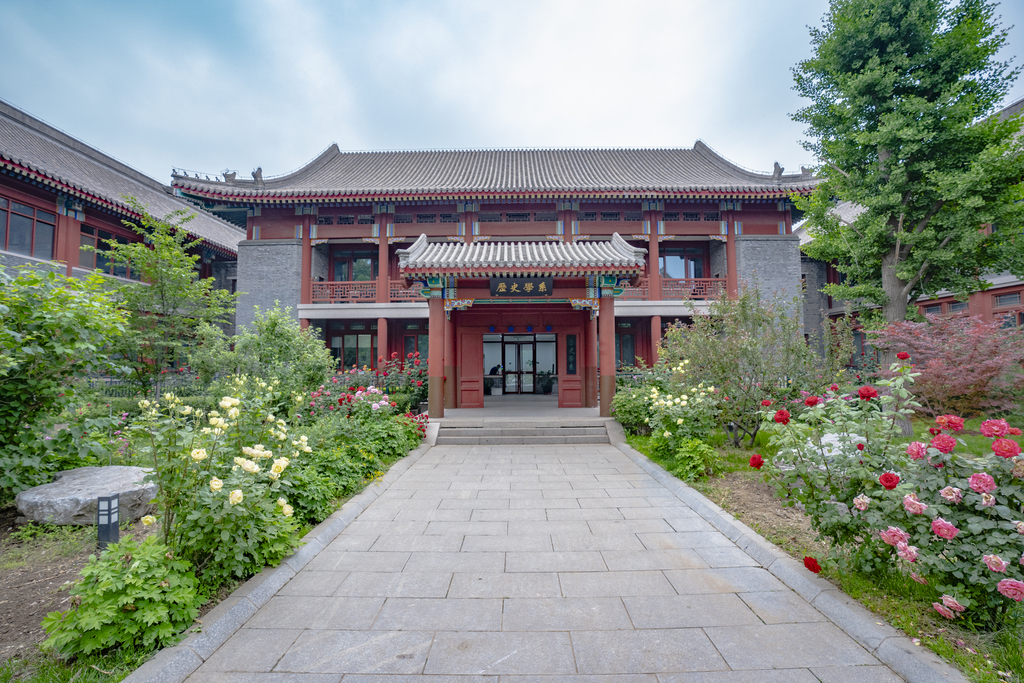
Departamentul de Istorie
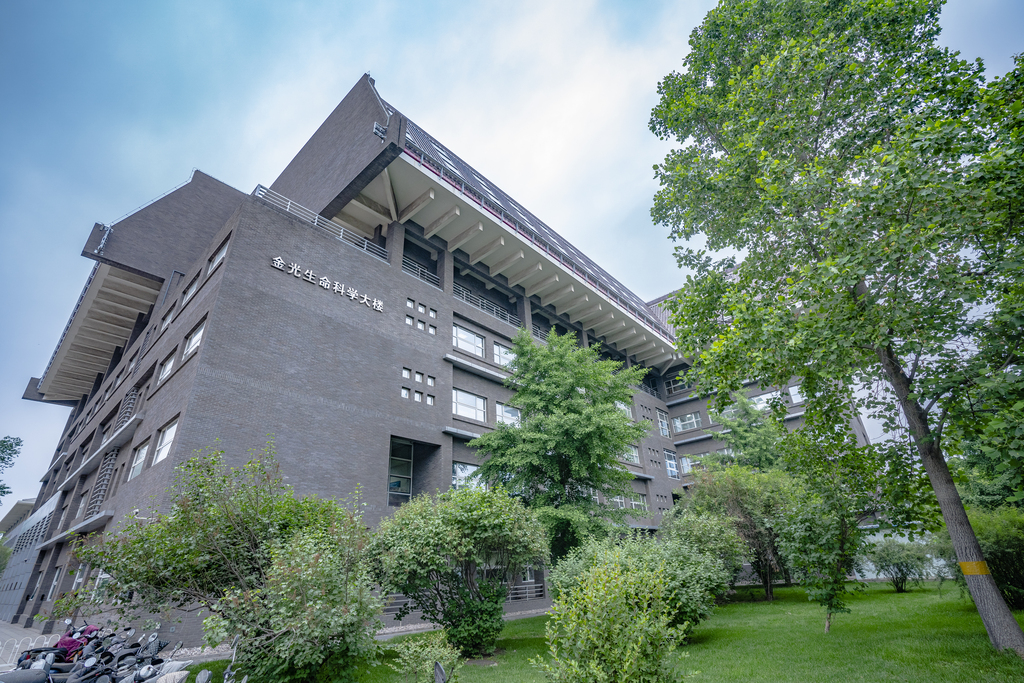
Școala de Științe ale Vieții
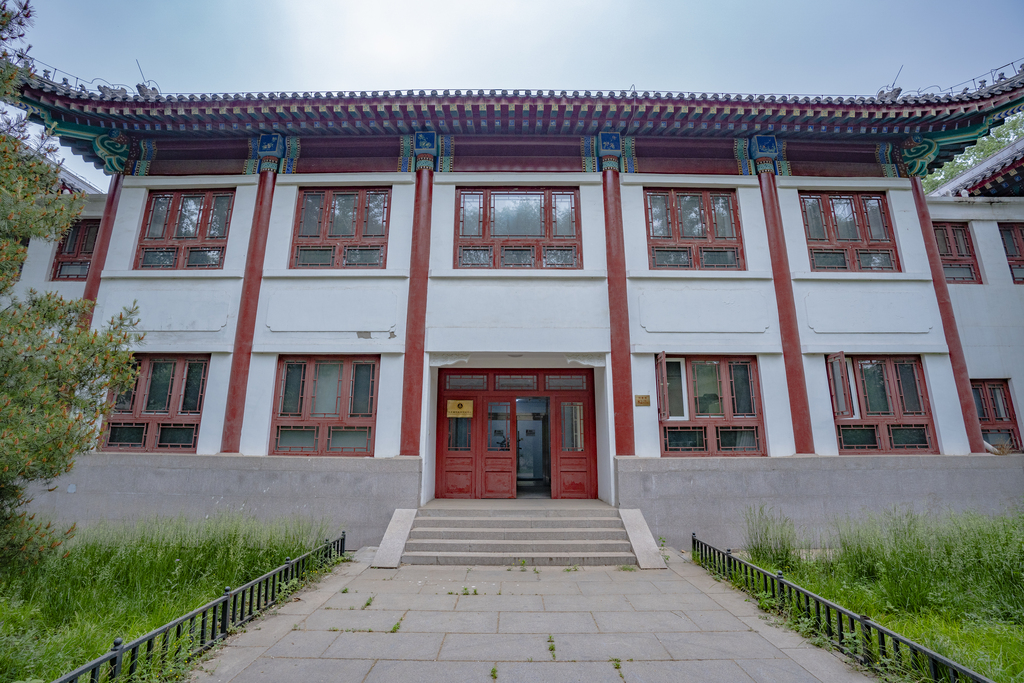
Centrul Internațional pentru Cercetare Matematică
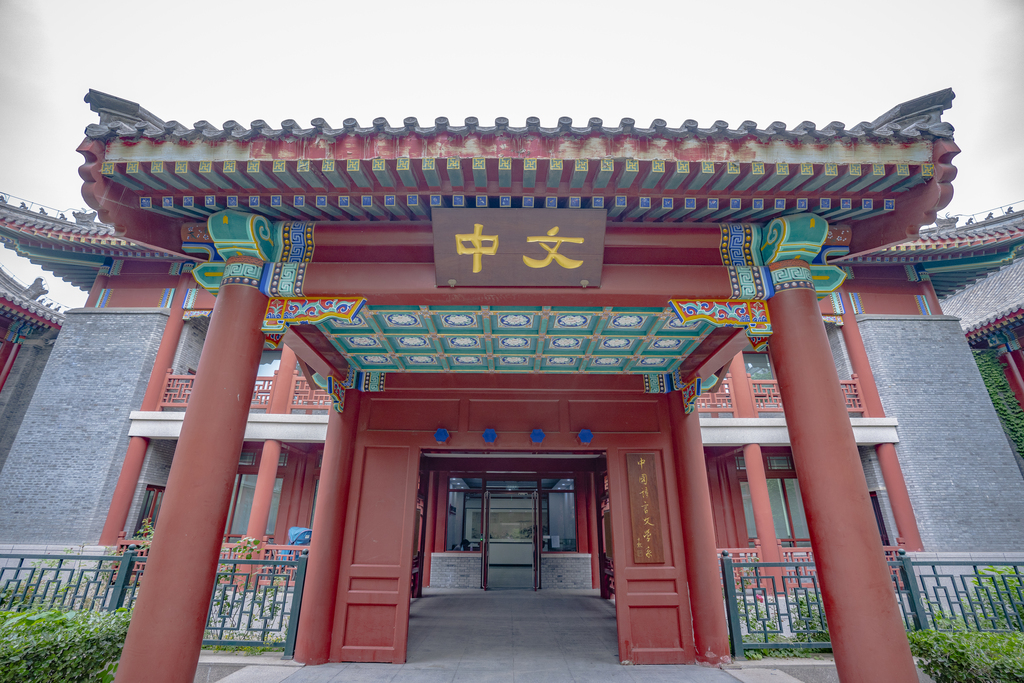
Departamentul de Limba și Literatura Chineză

## Absolvenți notabili

### Politică
Potrivit clasamentului CUAA 2015 a absolvenților notabili în politică, Universitatea Peking a produs cei mai mulți politicieni importanți dintre toate universitățile din China. În 2017, 88 de absolvenți ai Universității Peking aveau funcții importante în guvern (posturi vice-ministeriale sau mai înalte). Doi din cei șapte membri ai Comitetului Permanent al PCC, Li Keqiang și Zhao Leji, sunt absolvenți ai Universității Peking.

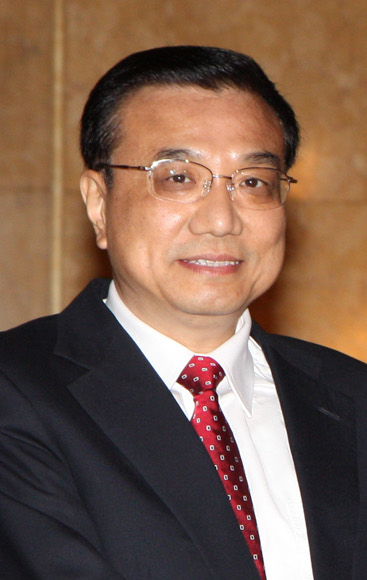
Fost premier al Chinei, Li Keqiang.

### Filosofie și Literatură

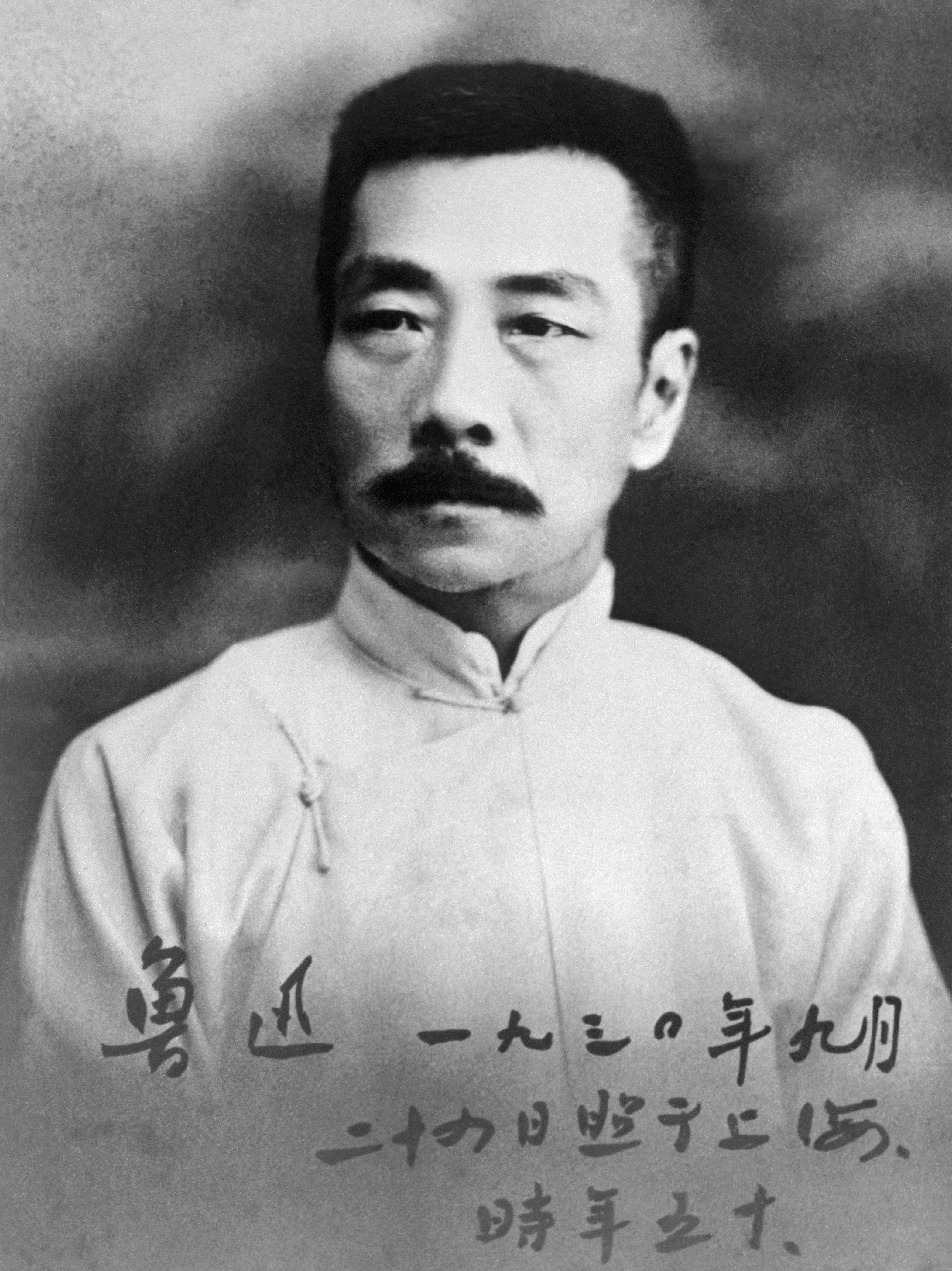
Lu Xun, figură importantă a literaturii chineze moderne.
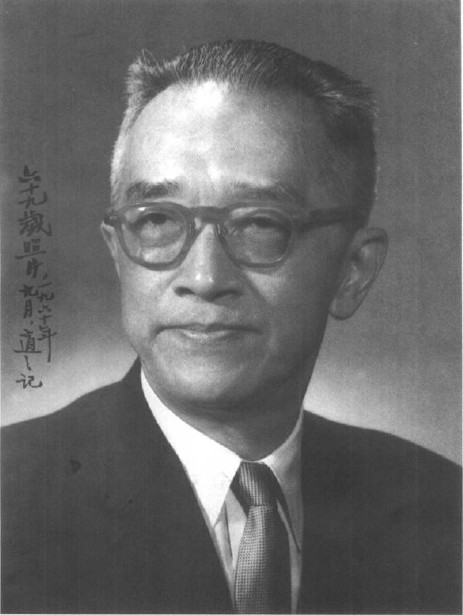
Hu Shih, filosof și eseist.
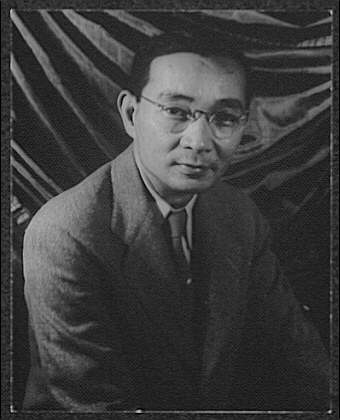
Lin Yutang, scriitor, lingvist, inventator și traducător.
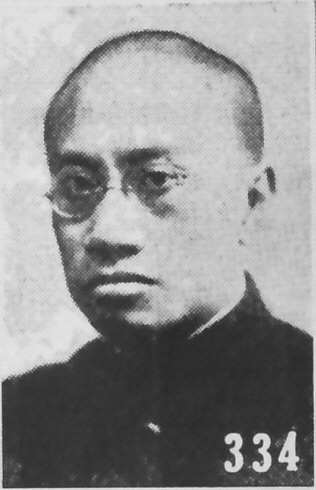
Liang Shuming, filosof.
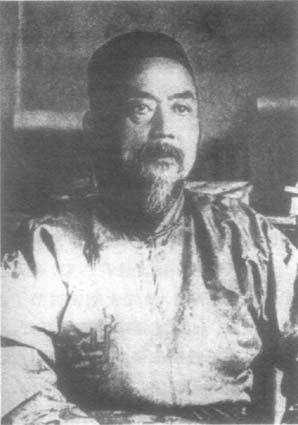
Gu Hongming, traducător și pedagog.
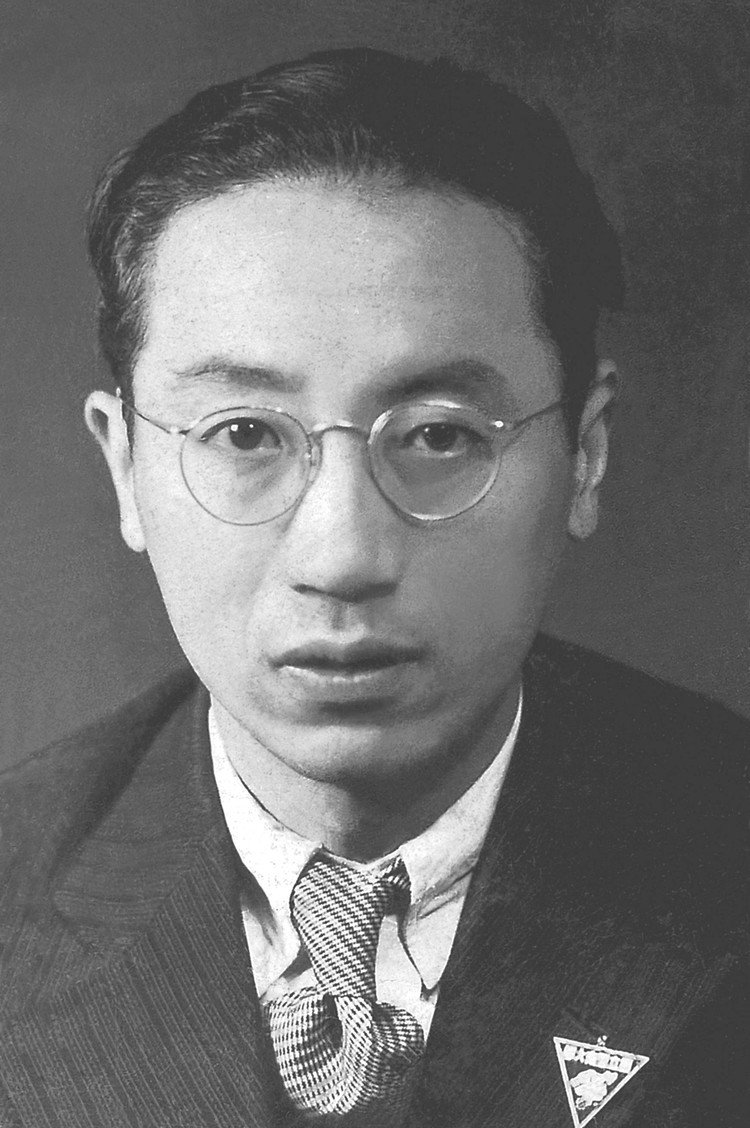
Fei Xiaotong, sociolog și antropolog.

### Știință, Matematică și Medicină
- Deng Jiaxian 邓稼先 – expert în fizică nucleară, factor-cheie în programul de arme nucleare al Chinei.
- Qian Sanqiang 钱三强 – fizician nuclear, factor-cheie în programul de arme nucleare al Chinei, fost președinte al Universității Zhejiang.
- Zhu Guangya 朱光亚 – renumit fizician nuclear chinez, factor-cheie în proiectul chinez „Două Bombe, Un Satelit”.
- Zhou Guangzhao 周光召 – expert în fizica particulelor, descoperitor al CPCA (conservarea parțială a curentului axial), un pas important spre înțelegerea ruperii de simetrie, fost director al Institutul Chinez de Cercetare a Armelor Nucleare și președinte al Academica Sinica.
- Yitang Zhang 张益唐 – B.Sc., 1982, M.Sc. 1985, matematician, care a descoperit o limită superioară a numerelor prime aproape de 70.000.000 și care a câștigat Premiul Ostrowski (2013), Premiul Cole (2014), Premiul Rolf Schock (2014), Bursa MacArthur (2014).
- Li Bulou 李步楼 – traducător și filosof. Deține onoarea „Experți cu contribuții remarcabile” oferită de către Consiliul de Stat al Republicii Populare Chineze.
- Tu Youyou 屠呦呦 – chimistă farmaceutică și educatoare. Este cel mai bine cunoscută pentru descoperirea artemisininei (cunoscută și sub numele de qinghaosu) și dihidroartemisininei, utilizate pentru a trata malaria, compuși care au salvat milioane de vieți. Pentru munca sa, Tu a primit în 2011 Premiul Lasker în medicina clinică și Premiul Nobel pentru Fiziologie sau Medicină în 2015, împreună cu William C. Campbell și Satoshi Omura. Tu a primit și Premiul de Stat de Proeminență în Știință și Tehnologie (2016).
- Yu Min 于敏 – fizician nuclear, tată al bombei H a Chinei. Yu a primit Premiul de Stat de Proeminență în Știință și Tehnologie (2014).
- Wang Xuan 王选 – informatician și inovator în industria chineză de imprimare. Wang a primit Premiul de Stat de Proeminență în Știință și Tehnologie (2001).
- Wang Zhongcheng 王忠诚 – neurochirurg, pionier și unul dintre fondatorii neurochirurgiei în China. Wang a primit Premiul de Stat de Proeminență în Știință și Tehnologie (2008).
- Zhong Nanshan 钟南山 – pneumolog, laureat cu Medalia Republicii (cel mai înalt onor de stat). Zhong este renumit pentru eforturile sale de a reduce răspândirea bolii în timpul pandemiilor de SARS și COVID-19.